# عبد الوهاب عبد الله صالح
عبد الوهاب عبد الله صالح (مواليد 1946) هو ملاكم سوداني، مثّل بلاده في الألعاب الأولمبية الصيفية في دورتي 1968 و1972.

## روابط خارجية
عبد الوهاب عبد الله صالح على موقع بوكس ريك (الإنجليزية) (registration required)
- عبد الوهاب عبد الله صالح على موقع أوليمبيديا (الإنجليزية)